# Struženje lesa
Struženje lesa se razlikuje napram ostalim načinom obdelave lesa. Stružnica se uporablja za izdelavo lesenih predmetov. Pri stružnici se obdelovanec vrti, medtem ko orodje miruje in se uporablja za oblikovanje in rezanje lesa.
Poznamo dva načina struženja. Prvo je vretensko struženje, kjer je obdelovanec vpet med vpenjalno glavo in konico na konjičku. Drugi način je skledno struženje, kjer se uporablja sprednja plošča oz. čeljust, ki drži obdelovanec vpet samo z ene strani. Razlika med tehnikama obdelave je v orientaciji lesa. Ko imamo obdelovanec vpet med vpenjalno glavo in konico, je potek letnic v vzdolžni smeri (vzporedno osi struženja), medtem ko imamo pri sklednem načinu letnice obrnjene prečno oz. pravokotno glede na os struženja.
Skledni način struženja je tudi nekoliko bolj zahteven, zaradi stalnega spreminjanja položaja letnic glede na rotacijo obdelovanca. Ko se obdelovanec vrti in imamo orodje v poziciji, ko so letnice v vzdolžni smeri, so vlakna dolga in gladka, ko je orodje prečno na letnice so vlakna krajša in površina je nekoliko bolj hrapava. Zaradi različnih lastnosti lesa v različnih smereh, so potrebna različna orodja in posledično to zahteva nekoliko več znanja za izdelavo izdelkov oz. polizdelkov. Ravno zaradi različnih lastnosti lesa v prečni in vzdolžni smeri imamo pogosto dele lesa, ki so gladki (vzdolžna obdelava lesa) in deli lesa,ki so hrapavi (prečna obdelava lesa), zato je poleg struženja v končni fazi obdelave veliko brušenja, kjer je potrebno zgladiti površino in čim bolj zmanjšati oz. izničiti razliko med gladko in grobo površino.
Kot rečeno, je pri vretenskem načinu obdelovanec vpet med dve točki. Spredaj je vpet v vpenjalno glavo, ki je fiksna in se vrti s pomočjo motorja in jermenice, ki prenaša moč iz motorja na vpenjalno glavo. Drugi konec obdelovanca je podprt s konico v konjičku, ki je premična in se prilagaja glede na dolžino obdelovanca in dolžino stružnice. Pri obeh metodah (vretenskem in sklednem načinu) si pomagamo z ustjem, kjer počiva orodje med struženjem obdelovanca. Kritično za obe tehniki obdelave je, da je stojalo kjer počiva orodje nekoliko višje od centra obdelovanca, to nam omogoča bolj fino delo z manj zatrgovanja. Pomembna je tudi oddaljenost prislona od obdelovanca. Manjša ko je razdalja, lažje delamo. 

## Zgodovina
Struženje se je pričelo okoli 1300 pr.n.št., ko so Egipčani med prvimi razvili način struženja dveh oseb. Prva oseba je kot fizični delavec vrtela obdelovanec s pomočjo vrvi, medtem ko je druga oseba z ostrimi rezili oblikovala stružen kos. 
Rimljani so izboljšali Egiptovsko inovacijo z dodatkom, obračanja loka. Zelo zgodaj so se stružnice razvile in uporabljale v Nemčiji, Franciji in Veliki Britaniji. Včasih preden se je razvila stružnica so obdelovanec poganjali s pomočjo vrvice in loka. Lok z vrvico je vpet na obdelovanec, s premikom loka v eno ali drugo smer, se prične obdelovanec premikati v krožnih gibih. Tako so rokodelci z eno roko premikali lok, z drugo roko pa so oblikovali les. Včasih so namesto roke uporabili noge, da so držali orodje in oblikovali les.
V srednjem veku so naredili pedalo za vrtenje kolesa. Pri tej inovaciji niso potrebovali rokodelca, da je obračal kolo. Kmalu sta bili dve osebi za strojem, mojster je vrtel obdelovanec z nogo in stružil med tem ko je vajenec obračal ročice za hitrost.
Včasih so obstajali rokodelci, ki so jim pravili "Badgers" oz. jazbeci, ker so bili kot jazbeci po cele dneve v gozdu in so prišli iz gozda šele zvečer. "Badger-ji" so izdelovali lesene noge za stole ali vretena in prodajali polizdelke tovarnam, ki so izdelovale stole. "Badger-ji" so bili stalno v gozdu, ker so menili, da bodo lažje stružili polizdelke v gozdu, kot da bi hlodovino vozili v delavnico. 
V času industrijske revolucije je postala stružnica motorizirana in je omogočala izdelavo izdelkov v krajšem času. Motor je dosegel tudi večjo hitrost vrtenja obdelovanca in s tem lažjo in hitrejšo izdelavo visoko kakovostih izdelkov oz. polizdelkov. Danes je večina komercialnih strojev narejenih z računalniškim krmiljenjem, ki omogoča množično proizvodnjo, taka proizvodnja pa omogoča natančno in hitro delo, kar zmanjšuje stroške. Ti stroški pa ostanejo večji za obrtnike, ki zato niso več tako konkurenčni, predvsem pa so cenovno dražji.

## Orodja
Orodja za struženje so narejena iz treh vrst materiala.
- ogljikovega jekla
- visoko hitrostnega jekla (HSS)
- prašno barvano jeklo
Visoko hitrostna jekla imajo zaradi večje trdnosti daljšo obstojnost v primerjavi z ogljikovimi jekli, vendar nekoliko slabšo obstojnost v primerjavi s prašno barvanim jeklom. Trše kot je HSS jeklo daljša je obstojnost robu. Prašno barvano jeklo je še nekoliko trše v primerjavi s HSS rezilom, vendar je zaradi trde rezila težje naostriti rob, ravno tako je s HSS rezili, ki se težje naostrijo v primerjavi z ogljikovimi jekli. 
Orodja, ki se uporabljajo za struženje lesa je potrebno zelo pogosto brusiti, če želimo imeti čim bolj kvalitetno površino obdelovanca. V nasprotnem primeru pride do zatrgovanja in slabše kvalitete površine. Zaradi tega imamo lahko več dela v naslednji fazi, kjer z brusim papirjem gladimo površino obdelovanca. 
Pomemben je tudi postopek brušenja orodja. Če orodje pregrejemo, mu oslabimo strukturo in s tem skrajšamo življenjsko dobro rezila. HSS orodje zaradi svoje strukture ni tako izpostavljeno pregretju kot ogljikovo jeklo, ki ga je pri brušenju pogosto ohlajati v hladni vodi.

### Vrsta orodja
-  grobo dleto_ se uporablja za grobo oblikovanje lesa (vretenasta oblika). Ni namenjeno za rezanje in oblikovanje.
-  žlebasto dleto _se uporablja  za bolj prefinjena in natančna dela (izrezovanje detajlov)
-  vrvica_se uporablja za zažiganje detajlov v obdelovanec
Obstaja še veliko ostalih vrst orodja, ki nam omogoča oz. olajša delo pri struženju lesa. Orodja za struženje si lahko kupimo ali pa naredimo, glede na naše želje in potrebe.